# SN 1999ai
SN 1999ai – supernowa typu II odkryta 15 lutego 1999 roku w galaktyce A131410-0535. W momencie odkrycia miała maksymalną jasność 18,10m.